# Гориця (Пуцонці)
Гориця (словен. Gorica) — поселення в общині Пуцонці, Помурський регіон, Словенія. Висота над рівнем моря: 201,9 м.